# Nintendogs + Cats
Nintendogs + Cats (яп. ニンテンドッグス＋キャッツ Нинтэндоггусу + Кятцу) — симулятор ухода за питомцами, разработанный и изданный компанией Nintendo для карманной игровой консоли Nintendo 3DS. Является сиквелом игры Nintendogs, выпущенной для Nintendo DS. Была анонсирована на конференции E3 2011 вместе с самой приставкой. Nintendogs + Cats стала одной из первых игр, выпущенных для 3DS. В Японии релиз игры состоялся 29 февраля 2011 года, в Европе — 25 марта 2011 года и 27 марта в США.
Nintendogs + Cats стала одной из первых игр с поддержкой Nintendo Network и первой такой игрой от Nintendo, хотя сам бренд Nintendo Network не был раскрыт до начала 2012 года. Все три издания игры были переизданы в Nintendo eShop 30 января 2013 года в Японии, 19 декабря 2013 года в Европе и 6 ноября 2014 года в Северной Америке.

## Игровой процесс

Демонстрация игрового процесса

Игровой процесс Nintendogs + Cats во многом подобен Nintendogs. Главное отличие — возможность ухаживать за котятами помимо щенков. Игрок должен ухаживать за своим питомцем, кормить его, мыть, ласкать и тренировать. Игрок может взаимодействовать с питомцем через камеру, сенсорный экран и микрофон. В игру встроена технология распознавания лиц. Например, питомец будет узнавать игрока и радостно реагировать на него или, наоборот, испугается при виде чужого человека. Если игрок поднесёт лицо близко к камере, то питомец подойдёт к игровой камере и лизнёт её. Игроку вначале доступны щенята, можно иметь до трёх питомцев.
Тренируя своего щенка и обучая командам, игрок может брать его на соревнования, чтобы зарабатывать деньги и на них покупать новые аксессуары и игрушки. В игре представлены такие соревнования, как общий курс дрессировки, курсинг и соревнование с диском. Соревнования делятся на пять уровней в зависимости от сложности — Junior, Amateur, Pro, Master и Nintendogs. Каждый конкурс представляет собой мини-игру. Практиковаться с щенком можно в парке и спортзале. Котята не поддаются дрессировке и не участвуют в соревнованиях.
Nintendogs + Cats поддерживает стереоскопический режим. В игре также есть поддержка дополненной реальности. Используя игровую камеру, игрок может помещать питомца на карту AR Games. Помещая питомца на карты с другими персонажами от Nintendo, например Марио, Линк, Самус или Кирби, у питомца появлялась шапка или предмет, связанный с этими персонажами. Эти шляпки также можно было получить в StreetPass Mii Plaza, если питомец побеждал соперника в «Find Mii», если попал в правильную комнату. В игре присутствовала поддержка SpotPass, которая в фоновом режиме обменивала данные между приставками с установленной игрой, если владельцы приставок оказывались на близком расстоянии. После этого игрок мог встретить во внутриигровом парке mii-аватара игрока и его питомца.
Список собачьих пород, доступных в каждом издании:
| Toy Poodle & New Friends | Golden Retriever & New Friends | French Bulldog & New Friends |
| ------------------------ | ------------------------------ | ---------------------------- |
| Пудель                   | Золотистый ретривер            | Французский бульдог          |
| Джек-рассел-терьер       | Сиба-ину                       | Шелти                        |
| Вельш-корги              | Бигль                          | Далматин                     |
| Шнауцер                  | Карликовый пинчер              | Бассет-хаунд                 |
| Лабрадор-ретривер        | Такса                          | Кавалер-кинг-чарльз-спаниель |
| Бультерьер               | Немецкий дог                   | Чихуахуа                     |
| Немецкий боксёр          | Мопс                           | Сибирский хаски              |
| Ши-тцу                   | Кокер-спаниель                 | Немецкая овчарка             |
| Померанский шпиц         | Мальтийская болонка            | Йоркширский терьер           |

## Версии
Игра выпускалась в трёх версиях: Nintendogs + Cats: French Bulldog & New Friends, Nintendogs + Cats: Golden Retriever & New Friends и Nintendogs + Cats: Toy Poodle & New Friends. В каждой версии было представлено множество пород. В Японии версия Golden Retriever называется Shiba Inu & New Friends.
В каждом издании изначально было доступно десять пород собак и по мере прохождения игрок получал доступ ко всем 27 породам. В Nintendogs + Cats были представлены все собачьи породы из предыдущей Nintendogs, а также восемь новых пород — французский бульдог, бассет-хаунд, немецкий дог и померанский шпиц. В каждом издании также появлялись три разновидности кошек, но они не были связаны с породами.

## Разработка
После успеха игры Nintendogs, встал вопрос о создании игры-сиквела. Если на идею для первой игры Миямото подтолкнула его собака, то после выпуска Nintendogs, Миямото уже обзавёлся кошкой и наблюдал за дружбой своих питомцев, тогда ему пришла идея сделать игру-сиквел в том числе о кошках. Миямото также вспомнил фильмы «Невероятное путешествие» и «Дорога домой». Рассматривалась идея создать игру о кошках и назвать её Nintencats, но Миямото почувствовал, что это будет неправильно для Nintendo, и в конце концов решил добавить кошек в игру про собак. Вначале создатели в рамках эксперимента преобразовали модели щенков в котят в Nintendogs. Предлагались идеи добавить ещё другие виды животных, например лошадей и дельфинов.
Разработчики прописали разную модель поведения щенят и котят. Миямото упоминал совершенно разную реакцию кошек и собак на одни и те же вещи и что кошки в отличие от собак склонны к отсутствию привязанности и независимому поведению. Для щенков и котят создавались разные анимации. Упоминая отсутствие возможности дрессировать кошек и брать их на соревнования, Миямото заметил, что разработчикам было принципиально важно передать их реалистичное поведение, которое в исключает возможность их тренировки. В игру были добавлены кошки, похожие на американскую короткошерстную, японскую трёхцветную и рыжую полосатую. Обсуждались идеи добавить более редкие породы, вроде сиамских и персидских кошек, но они не пользовались популярностью. Собаки были проработаны, чтобы сделать их индивидуальнее, например одной и той же породе можно выбрать более длинные, толстые лапы и другие внешние отличия. Также щенкам были добавлены черты характера, определяющие, будут ли они скромными или энергичными, дружелюбными или осторожными.
Сиквел задумывался для приставки следующего поколения. Улучшенные аппаратные характеристики 3DS позволили добавить питомцам объёмную шерсть, что не было возможно в Nintendo DS. Также питомцам добавили глазные яблоки, в первой части глаза были нарисованы. Создание версии для Wii было исключено, поскольку в Nintendogs + Cats большое значение имеют тактильные ощущения и обратная связь. Wii не могла обеспечить их в полной мере, так как у неё отсутствовали встроенный микрофон и сенсорный экран, а игра на домашней консоли подразумевает расстояние между игроком и экраном. Для усиления обратной связи, в игру была встроена поддержки камеры, чтобы питомец как бы вглядывался в игрока через экран, а также функция распознавания лиц, чтобы питомец мог отличать хозяина и чужих людей и соответственно реагировать.

## Восприятие
| Сводный рейтинг    | Сводный рейтинг                                                          |
| Агрегатор          | Оценка                                                                   |
| ------------------ | ------------------------------------------------------------------------ |
| GameRankings       | 74,40 % (French Bulldog) 74,14 % (Golden Retriever) 73,63 % (Toy Poodle) |
| Metacritic         | 71/100                                                                   |
| Иноязычные издания |                                                                          |
| Издание            | Оценка                                                                   |
| Eurogamer          | 7/10                                                                     |
| Famitsu            | 38/40                                                                    |
| Game Informer      | 6,5/10                                                                   |
| GameSpot           | 7,5/10                                                                   |
| GamesRadar+        | [ 26 ]                                                                   |
| IGN                | 7/10                                                                     |
| ONM                | 84 %                                                                     |

Оценки игры были положительные и смешанные, средняя оценка по данным агрегатора GameRankings составила 74,14 %, на Metacritic — 71 балл из 100 возможных. Японский журнал Famitsu присвоил игре 38 баллов из 40 — лучший результат среди всех игр Nintendo 3DS на релизе приставки.
Через два месяца после выхода, Nintendo отчиталась о 1,71 миллионах проданных копий по всему миру, что сделало Nintendogs + Cats первой платиновой игрой для 3DS. По состоянию на декабрь 2015 года в мире было продано 3.99 миллионов копий игры.
Редакция журнала Famitsu заметила, что игровой стиль не особо изменился в сравнении с приквелом, но игра по прежнему полна новых сюрпризов. Сами щенки стали гораздо милее, только наблюдение за их действиями доставляет много удовольствия.
Кеза Макдональд назвал Nintendogs + Cats лучшей игрой для снятия стресса. Представленные в игре питомцы ещё очаровательнее своих версий из предыдущей игры. Макдональд похвалил игру за качество её анимаций и мех животных. Критик был разочарован слишком ограниченным геймплеем кошек, назвав их их роль в игре сугубо второстепенной. Также Макдональд заметил, что Nintendogs + Cats не позволяет окунуться с головой в геймплей, скорее подходит для частых и коротких игровых сессий.
Сдержанный отзыв оставил Мэтт Хельгесон, представитель Game Informer, заметив, что у него неизменно возникло чувство дежавю. Критик заметил, что несмотря на ряд графических улучшений, прекрасное качество анимации питомцев и доработок в управлении, Nintendogs + Cats ощущается просто улучшенной версией первой части. Кошки не спасают ситуацию, так как геймплей с ними слишком ограничен. «Однако наблюдать, как они шипят и бьют вашего щенка, забавно».